# Ertuğrul
Ertuğrul Ghazi (turco ottomano: ارطغرل, Ertuğrul Gazi, turkmeno: Ärtogrul Gazy; ... – Söğüt, 1281) è stato un nobile turkmeno, Uch Bey del Sultanato di Rum e padre di Osman I, fondatore dell'Impero ottomano.
Sebbene sia considerato una figura storica, soprattutto dopo il ritrovamento di monete coniate da suo figlio che lo citano, la mancanza di fonti coeve rende difficoltoso descrivere la sua vita, dovendosi basare su fonti posteriori di almeno un secolo e mezzo, la veridicità delle quali è spesso oggetti di dibattito.

## Dibattito sull'identità paterna
L'identità del padre di Ertuğrul è stata a lungo oggetto di controversia, essendo indicata nelle genealogie sia come Gündüz Alp che, a partire da un certo punto del XV secolo, come Suleyman Shah, con la seconda versione che col tempo divenne quella "ufficiale".
A oggi, la quasi totalità degli storici sostiene Gündüz Alp come vero padre di Ertuğrul e ritiene che Süleyman Shah non sarebbe altro che una "traslazione" di Sulayman ibn Qutulmish, sultano di Rum, e che sarebbe stato innestato nella genealogia osmanita per ragioni di propaganda, in modo da presentare gli ottomani come legittimi eredi dei selgiuchidi.
Oltre alle prove documentali, la storicità e il ruolo di Gündüz Alp sono sostenuti anche da prove materiali, fra cui monete coniate da Osman I sul quale il suo lignaggio è inciso come: "Osman bin Ertuğrul bin Gündüz Alp".

## Biografia

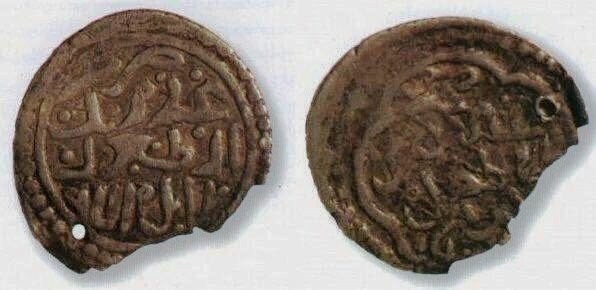
Moneta coniata da Osman I, dove si legge "Osman bin Ertuğrul".

Secondo la tradizione, era il terzo figlio di Gündüz Alp, bey della tribù Kayi, discendente degli Oghuz, e di Hayme Hatun. Aveva due fratelli maggiori, Gündoğdu Bey e Sungurtekin Bey, e uno minore, Dündar Bey. Alla morte del loro padre, Ertuğrul e Dündar entrarono in contrasto coi loro fratelli maggiori circa il futuro della tribù, provocandone una scissione: Gündoğdu e Sungurterkin guidarono i loro sostenitori verso est, in Asia centrale, mentre Ertuğrul e Dündar, sostenuti da Hayme, si misero a servizio del sultanato di Rum.
Per il suo valore nel combattere contro i bizantini, il sultano selgiuchide di Rum, Kayqubad I concesse a Ertuğrul prima le terre di Karaca Dağ, una erea montuosa fra Diyarbakır e Urfa, e in seguito lo nominò Uch Bey di Söğüt, assegnandogli un beylik la cui posizione, particolarmente vicina alla frontiera bizantina, si rivelò un grande vantaggio nelle campagne di espansione di Osman I, che trasformò il piccolo beylik nel nucleo di un grande impero che, al suo apice, si sarebbe esteso su tre continenti e sarebbe stato governato ininterrottamente dai discendenti di Ertuğrul per sette secoli, fino alla deposizione di Mehmed VI nel 1922. Per il suo valore in battaglia, Ertuğrul guadagnò anche il titolo di Ghazi.
Ertuğrul morì a Söğüt nel 1281, lasciando il potere nelle mani di suo figlio minore, Osman. Venne sepolto in una türbe nella stessa città.

## Discendenza
Ebbe tre figli, la cui madre, tradizionalmente, è indicata come Halime Hatun:
- Akbaşlı Gündüz Bey (1245 - 1306), ebbe almeno due figli e una figlia;
- Saru Batu Savci Bey (1249 - 1286), ebbe almeno due figli;
- Osman I (1254 ca. - 1326 ca.), fondatore dell'Impero ottomano e capostipite della sua dinastia.

## Eredità

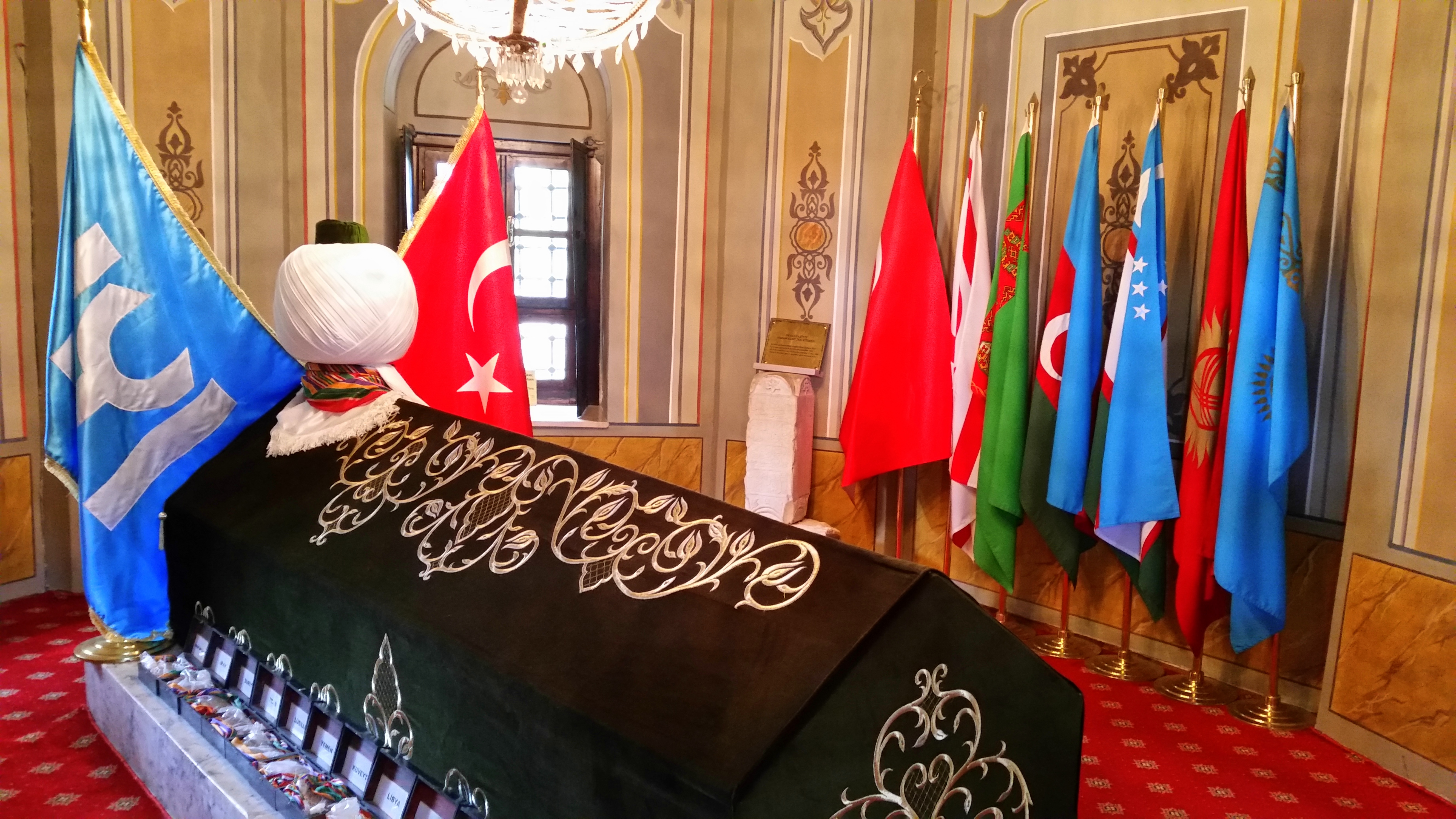
Sarcofago di Ertuğrul a Söğüt.

Considerato il primo dei tre padri fondatori dell'impero ottomano, insieme a suo figlio Osman e a suo nipote Orhan, Ertuğrul è ancora oggi una figura rispettata e onorata, sia in Turchia che nei vicini stati dell'Asia minore.
Alla fine del XIX secolo, il sultano Abdülhamid II, suo discendente, si occupò di restaurare la moschea e la türbe di Ertuğrul a Söğüt, costruite da Osman I. La città celebra anche un festival annuale dedicato a Ertuğrul e ai suoi primi discendenti. Abdülhamid possedeva anche uno yatch privato chiamato Ertuğrul.
Nel 1826, gli fu dedicato il reggimento di cavalleria Ertuğrul, e nel 1863 la fregata da guerra con lo stesso nome. Gli sono inoltre dedicate due moschee, la Ertuğrul Tekke (fine XIX secolo) a Istanbul e la Ertuğrul Gazi (1998) a Ashgabat, nel Turkmenistan, il cui nome fu scelto in onore del legame fra il paese e la Turchia. In Turkmenistan, Ertuğrul è anche rappresentato in una delle statue del Monumento all'Indipendenza, in quanto nominato nel Ruhnama, e su una moneta commemorativa del 2001.
Nel 2020, due statue di Ertuğrul a cavallo furono erette a titolo privato a Lahore, in Pakistan. Nello stesso anno gli fu dedicato un busto a Ordu, in Turchia, rimosso quando i locali si lamentarono del fatto che i lineamenti della scultura ricordassero troppo quelli dell'attore che lo interpretò nella serie TV Diriliş: Ertuğrul.

## Cultura popolare
- Ertuğrul è il protagonista della serie TV turca Diriliş: Ertuğrul, dov'è interpretato dall'attore Engin Altan Düzyatan[35][36].